# M103 (tank)
M103 byl americký těžký tank, ve službě v letech 1957–1974.

## Vývoj
Armáda v prosinci 1950 vydala parametry nového vozidla a jeho vývojem pověřila firmu Chrysler. Vývoj měl vyjít na 99 milionů dolarů, ale počítalo se i s nárůstem rozpočtu. Chrysler tedy nemusel šetřit a kvůli novému těžkému stroji dokonce postavil novou továrnu ve městě Newark. První prototyp označený T43 vyjel z brány továrny v prosinci 1951. Chrysler se chlubil, že T43 dokáže zničit „jakékoliv vozidlo, které kdy jezdilo po zemi.“ Armáda stroj přeznačila na M103.

## Technické údaje
M103 měl na „západní“ poměry skutečně mamutí rozměry. Byl 11,33 metru dlouhý, 3,71 metru široký a 3,20 metru vysoký. Hmotnost tanku byla 58 tun. Velká pozornost byla věnována síle a kvalitě pancéřování. Nejsilnější byl pancíř na věži, kde na čele dosahoval síly 254 milimetrů. Odolnost věže byla ještě posílena tím, že se jednalo o litou konstrukci, která byla odolnější než konstrukce svařované. Litý pancíř byl použit i na zbytku stroje. Na čele korby ve spoji pancíře dosahovala jeho síla ke 200 milimetrům. Na bocích to bylo 44 milimetrů, podlaha měla 38 a strop 25 milimetrů pancíře.
Velké problémy byly s motorem. Stroj byl vybaven dvanáctiválcovým motorem Continental AV-1790 s výkonem 810 koní. Ten se používal i ve stávajícím středním tanku M48 Patton, kde pracoval bez problémů. Na M103 však nestačil a stal se extrémně nespolehlivým, navíc s vysokou spotřebou. S plnými nádržemi na 710 litrů benzinu dokázal stroj urazit pouhých 130 kilometrů na silnici. Později byl tank modernizován a motor nahrazen dieselovou variantou AVDS-1790, která zvýšila spolehlivost tanku a dojezd na 480 kilometrů. Maximální vypočítanou rychlost 37 kilometrů v hodině však stroj vyvinout nedokázal.
Nejdůležitější byla ovšem výzbroj. Hlavní zbraní tanku byl 120milimetrový kanón M58 se zásobou 34 kusů munice. Na vzdálenost 1 kilometru dokázal protipancéřový náboj tohoto děla prostřelit pancíř o síle 221 milimetrů. Právě velký výkon na velkou vzdálenost byl největší výhodou tanku. Naopak velkou nevýhodou bylo, že náboj byl dělený a rozměrný a kadence byla jen na 5 ran za minutu.
Vedle kanónu byly dva spřažené kulomety M1919 7,62 milimetrů se zásobou 5250 kusů munice. Na věži byl instalován kulomet M2 ráže 12,7 milimetrů s 1000 náboji. Ten měl být původně ovládán elektricky a zaměřován periskopem, ale vzhledem k velké složitosti systému byl nakonec kulomet ovládán ručně. Posádku tvořilo pět mužů: velitel/střelec, 2 nabíječi, řidič a radista.

## Služba

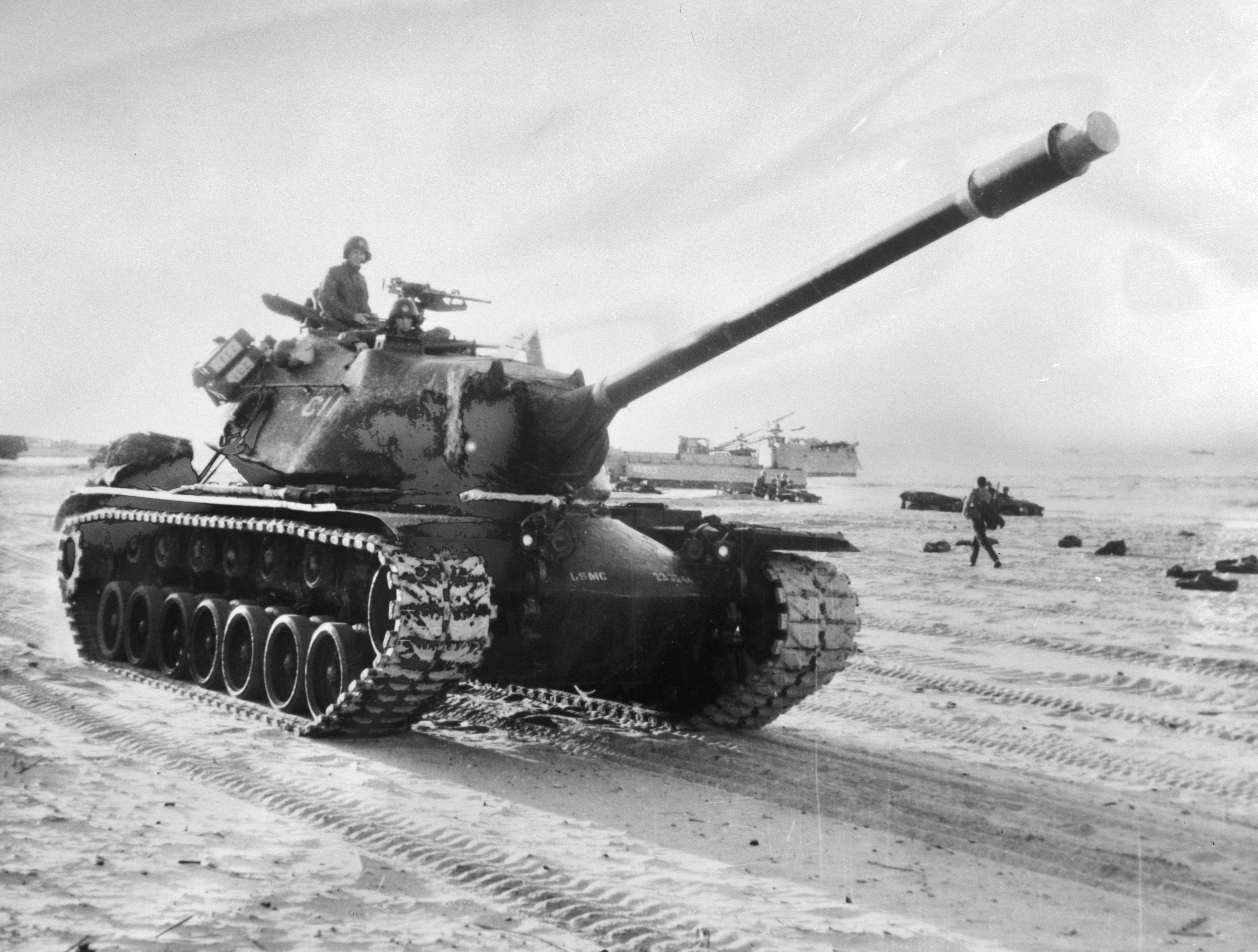
M103 americké námořní pěchoty, 1964

Armáda kvůli probíhající válce v Koreji na výrobu tanků pospíchala a stroj šel do výroby i s řadou nedostatků. V letech 1953 a 1954 bylo vyrobeno celkem 300 strojů. Armáda s nimi však nebyla spokojena a o projekt také ztratila po ukončení války zájem. Teprve v roce 1957 byly tanky přijaty do výzbroje. Armáda převzala pouze 80 kusů, zbylé převzala námořní pěchota. Nezájem o tento těžký tank potvrzovalo i to, že M103 nedostal ani své bojové jméno.
V Evropě nakonec sloužilo pouze několik desítek strojů, zbytek M103 neopustil USA. Z americké armády byl stroj vyřazen již po pouhých šesti letech služby v roce 1963. Roku 1964 námořní pěchota modernizovala 153 svých strojů na standard M103A2. Vedle nového motoru dostal tank i nový dálkoměr. Přesto, že probíhala válka ve Vietnamu, M103 v ní nasazen nebyl. Z výzbroje námořní pěchoty byl tank vyřazen až v roce 1974.
M103 byl narychlo vytvořenou konstrukcí, která trpěla řadou technických neduhů. Měl nepochybně velice výkonnou zbraň, ale deklasovala jej poruchovost a velmi malý dojezd. Dodnes se v různých muzeích USA zachovalo několik desítek těchto impozantních strojů.